# Чемпионат мира по фехтованию 1956
Чемпионат мира по фехтованию 1956 года проходил 14—15 сентября в Лондоне (Великобритания). В связи с Олимпийскими играми в Мельбурне состязания проводились только по не входившему в олимпийскую программу командному первенству на рапирах среди женщин.

## Общий медальный зачёт
| Место | Страна  | Золото | Серебро | Бронза | Всего |
| ----- | ------- | ------ | ------- | ------ | ----- |
| 1     | СССР    | 1      | 0       | 0      | 1     |
| 2     | Франция | 0      | 1       | 0      | 1     |
| 3     | Венгрия | 0      | 0       | 1      | 1     |

## Медалисты

### Женщины
| Дисциплина                  | Золото | Серебро                                                                                     | Бронза |
| --------------------------- | --- | ------------------------------------------------------------------------------------------- | --- |
| Рапира Командное первенство | СССР · Виветта Ягодина · Эмма Ефимова · Тамара Евплова · Валентина Растворова · Надежда Шитикова · Александра Забелина | Франция · Катерина Бернхайм · Рене Гариль · Лильян Гионно · Франсуаза Майяр · Режин Веронне | Венгрия · Лидия Дёмёльки · Илона Элек · Маргит Элек · Каталин Кишш · Магдольна Ньари-Ковач · Дьёрдьи Марвалич-Секей |